# プロペラ犬
プロペラ犬（プロペラけん）は、女優水野美紀と脚本家・構成作家楠野一郎による演劇ユニット。
正式活動開始は2007年より。二人で共同主宰を務める。

## 来歴
過去にラジオ番組『水野美紀のお数字のお薬』などで女優と構成作家として知り合い、長らく友人関係にあった当人同士が、2006年4月頃、楠野の持参した一冊の台本を元に（後に第1回公演『マイルドにしぬ』として上演）、プロペラ犬として活動することを決意。
ユニット結成の動機として、「自分たちが興味のある人、好きな人と自由にお仕事できる場を作る」ということがあり、作品毎に演出家・キャストならびにスタッフを、自らの力で集めるスタイルを取っている。
2007年旗揚げ公演時に掲げられた活動目標としては、「年1回の本公演、10年継続」ということが、雑誌のインタビュー等で語られている。
2009年4月17日、水野の客演先の公演ナイロン100℃『神様とその他の変種』での配布チラシ並びに、楠野のブログにて第3回公演についての概要が発表された。タイトルは『サボテニング』で、作：楠野一郎、演出：倉持裕（ペンギンプルペイルパイルズ）、出演：水野美紀・福田転球・猫背椿（大人計画）。上演は2009年11月26日～12月19日に行われた。
第3回公演上演に先駆けて、次回公演の概要が2009年10月30日、ピチチ5の舞台『サボテンとバントライン』（演出は「ジャージマン」の福原充則、作品は大槻ケンヂ作詞「サボテンとバントライン」を元にしたもの）での配布チラシ並びに楠野のブログにて発表された。「エンゲキロック」をテーマに、プロペラ犬と筋肉少女帯がコラボレートした作品『アウェーインザライフ』は、2010年6月、赤坂BLITZとサンケイホールブリーゼにて上演された。

## 活動

### 舞台
- 旗揚げ公演「マイルドにしぬ」（2007年11月 - 12月　作・楠野一郎、演出・入江雅人、客演・河原雅彦）[1]

東京公演・赤坂RED/THEATER、大阪公演・HEPホール、凱旋（追加）公演・ラゾーナ川崎プラザソル
- 第2回公演「ジャージマン」（2008年11月 - 12月　作・楠野一郎、演出・福原充則、客演・設楽統（バナナマン）　玉置孝匡（ペンギンプルペイルパイルズ）

東京公演・赤坂RED/THEATER、大阪公演・HEPホール
- 第3回公演「サボテニング」（2009年11月 - 12月　作・楠野一郎、演出・倉持裕（ペンギンプルペイルパイルズ）、客演・福田転球　猫背椿（大人計画）

東京公演・赤坂RED/THEATER、大阪公演・HEPホール、地方公演あり
- 番外公演「演劇ロックIN赤阪BLITZ プロペラ犬×筋肉少女帯 アウェーインザライフ」（2010年6月　作・楠野一郎、演出・河原雅彦、出演・水野美紀　村上知子（森三中）　ソニン　小林顕作（宇宙レコード、コンドルズ）　伊藤明顕　市川しんぺー（猫のホテル）　木野花）

東京公演・赤坂BLITZ、大阪公演・サンケイホールブリーゼ
- 第4回公演「ネガヒーロー」（2012年1月 - 2月　作・水野美紀、演出・入江雅人、主題歌・山内圭哉、出演・水野美紀　池谷のぶえ　オクイシュージ　前田悟　福本伸一）[3]

東京公演・CBGKシブゲキ!!、大阪公演・HEP HALL、長崎公演・長崎ブリックホール
- 第5回公演「やわらかいパン」[4]（2013年10月 - 11月　作・水野美紀、演出・オクイシュージ、出演・水野美紀　劇団SNATCH（石幡友美　上山光代　河野晋也　久保田武人　後藤陽子　塩川千尋　杉原由規奈　滝沢圭吾　冨永竜　三上竜平　門田真幸　渡辺一樹　渡辺貴啓） 東京ダイナマイト（ハチミツ二郎　松田大輔)）

東京公演・赤坂RED/THEATER、大阪公演・ABCホール
- プロペラ犬×時速246億 コラボ公演「ハッピーセット」（2014年7月 - 8月　作・園子温　喜安浩平（ナイロン100℃・ブルドッキングヘッドロック）　小林顕作（宇宙レーコード・コンドルズ）　福田雄一　水野美紀　川尻恵太、演出・川尻恵太（SUGARBOY）、出演・水野美紀　川本成　大堀こういち　佐藤永典　竹井亮介（親族代表）藤原祐規　諸岡立身（トーキョーハイライト）

東京公演・赤坂RED/THEATER
- 第7回公演「珍渦虫（ちんうずむし）」[5]（2016年10月 - 11月　作・連行おい　えのもとぐりむ（劇団居酒屋ベースボール）、演出・水野美紀、出演・水野美紀　ノゾエ征爾（はえぎわ）　伊藤修子（拙者ムニエル）　猪塚健太（劇団プレステージ）　福永マリカ　井内ミワク（はえぎわ）　福澤重文（かくたすのいるところ）　宮下貴浩　米村拓彰　平竜　坊屋たいと

東京公演・下北沢ザ・スズナリ
- 第8回公演「僕だけが正常な世界」[6]（2022年12月16日-12月25日　作・演出　水野美紀）出演　崎山つばさ　鳥越裕貴　安里勇哉　定本楓馬　浅野千鶴　入手杏奈　竹内真里　江藤萌生　西野優希　猪俣利成　武藤心平　小口隼也　福澤重文　宮下貴浩　水野美紀　ノゾエ征爾　東京芸術劇場　シアターウエスト

### 月イチイベント:プロペラ犬ひみつ集会
- 主宰2人によるイベント。毎回主に演劇界からゲストを迎え、お酒を飲みながらトークを繰り広げるスタイル。
また、楠野執筆・水野とゲストによる「初見リーディングドラマ」は、このイベントの恒例である。
初回開催日は、2007年6月28日という、水野自身33歳の誕生日であった。
場所は下北沢にあるカフェバーFREE FACTORYにて。
尚、スペシャル版となるひみつ集会エクストラは、場所を変えて行われることが多い（別途記載）。
- 月イチと銘打ち、vol.12までは2ヶ月以内に開催してきた。最長未開催期間は、vol.12（2008年9月）からvol.13（2009年6月）、vol.17（2010年4月）からvol.18（2011年1月）の9ヶ月間がある。

| vol.        | 開催日          | ゲスト |
| ----------- | --------------- | --- |
| 1.          | 2007年6月28日   | 玉置孝匡（ペンギンプルペイルパイルズ）、飛び入りゲスト・小林高鹿 |
| 2.          | 2007年7月24日   | 山内圭哉（piper）-舞台「ひーはー」直前 |
| 3.          | 2007年8月23日   | 片桐仁（ラーメンズ）-舞台「ひーはー」公演中 |
| 4.          | 2007年10月15日  | 猫背椿（大人計画） |
| 5.          | 2007年12月17日  | 河原雅彦-旗揚げ公演「マイルドにしぬ」千秋楽直後 |
| 6.          | 2008年1月17日   | 小林高鹿（ペンギンプルペイルパイルズ） |
| 7.          | 2008年2月26日   | いのうえひでのり（劇団☆新感線）。初見リーディングドラマは水野のみで行われ、いのうえは、演出（ダメ出し）をするというスタイルだったとのこと。 |
| 8.          | 2008年3月17日   | 富岡晃一郎、吉本菜穂子、高山のえみ |
| エクストラ. | 2008年4月20日   | 山内圭哉（piper）、福田転球、快快（※パフォーマンスにて参加、元・小指値）。赤坂RED/THEATER にて。尚、前日の4月19日には同所で、「マイルドにしぬ」の上映会も行われた。 |
| 9.          | 2008年6月9日    | 加藤啓（拙者ムニエル） |
| 10.         | 2008年7月17日   | 粟根まこと（劇団☆新感線） |
| エクストラ. | 2008年8月11日   | 大槻ケンヂ。新宿ロフトプラスワンにて。※グッズ販売（メロ様ステッカー 300円（「マイルドにしぬ」内の水野が演じた大女優キャラクター）、水野美紀の負けカレー 800円（2008年4月20日の第1回エクストラにてカレー対決をし、惜敗したカレーを再現）） |
| 11.         | 2008年8月18日   | 玉置孝匡（ペンギンプルペイルパイルズ）。※第1回のひみつ集会に続き、二度目の登場。初見リーディングドラマは行われなかった。 |
| 12.         | 2008年9月29日   | 池田鉄洋（猫のホテル、表現・さわやか） |
| 13.         | 2009年6月15日   | 坂井真紀 |
| 14.         | 2009年7月27日   | 犬山イヌコ（ナイロン100℃） |
| 15.         | 2009年9月18日   | 中村まこと（猫のホテル）。第3回公演「サボテニング」東京公演のチケット先行販売を実施。 |
| 16.         | 2010年3月10日   | 猫背椿（大人計画）。「サボテニング」反省会。次回公演「アウェーインザライフ」チケット直売あり（水野直筆サイン入りチラシ・オー犬ステッカー付き） |
| コラボ．    | 2010年3月19日   | 「のほほん学校×プロペラ犬ひみつ集会 どうなるアウェーインザライフ」。東京カルチャーカルチャーにて。大槻ケンヂのイベント「のほほん学校」とプロペラ犬の「ひみつ集会」が合体したイベント。前半が「のほほん学校」、後半が「ひみつ集会」という二部構成で行われた。次回公演「アウェーインザライフ」チケット直売あり（水野直筆サイン入りチラシ＆ピック、オー犬ステッカー付き） |
| 17.         | 2010年4月18日   | 辻本貴則（映画監督）。エクストラを除いた、通常のひみつ集会においては初の休日開催となる。また、演劇界ではなく映画界のゲストも初登場となる。次回公演「アウェーインザライフ」のチケット・楠野が2010年5月2日にゲスト出演するイベント「大槻ケンヂののほほん学校」のチケット直売あり（特典は両方とも水野直筆サイン入り「水野の大槻ケンヂコスプレ写真」。）                   |
| 18.         | 2011年1月11日   | 福田転球。新年1発目ということで、水野は自前の着物で登場。福田転球との役者対決は、客がどちらが勝利するか投票する参加形式で行われた（当選者にはプロペラ犬ステッカー贈呈（「マイルドにしぬ」延長戦で配布されたもの。）） |
| 19.         | 2011年2月10日   | オクイシュージ。初見リーディングドラマが復活。オクイシュージの過去の秘蔵映像が上映される。 |
| エクストラ. | 2011年3月13日。 | 下北沢SHELTERにて。ひみつ集会では初のライブハウス開催となる。 |

#### プロペラ犬ひみつ集会スペシャル だから繋がれ『アウェーインザライフ』
- 2010年5月12日から5月16日にかけて行われた、ひみつ集会のスペシャル版。5日間全ての進行役を楠野が務めた。水野は稽古中の為、参加はしなかった。

会場は赤坂見附にあるカフェバー「J ROCK CAFE」にて。通常のひみつ集会と異なり、事前予約なしで参加することができた。5日間とも18:30開場・19:30開始。
- 全日程終了後、楠野は自身のブログでイベントを振り返り、『筋少ファンとプロペラ犬ファンと演劇ファンのお見合いに立ち会っている仲人のよう』と綴っている。

| vol. | 開催日        | テーマ                                                                                         |
| ---- | ------------- | ---------------------------------------------------------------------------------------------- |
| 1.   | 2010年5月12日 | 【どーするどーなるアウェーインザライフ】企画原案・楠野への素朴な質問会＆オーケン秘蔵映像公開！ |
| 2.   | 2010年5月13日 | 最速試聴！筋少ニューアルバム『蔦からまるＱの惑星』公開                                         |
| 3.   | 2010年5月14日 | 福原充則（舞台「サボテンとバントライン」作・演出）をゲストに迎えてのトーク＆映像鑑賞会         |
| 4.   | 2010年5月15日 | 猫背椿（大人計画・女優）をゲストに迎えてのトーク＆映像鑑賞会                                   |
| 5.   | 2010年5月16日 | 筋少ニューアルバム『蔦からまるＱの惑星』試聴会アゲイン                                         |

### テレビ放送
- 旗揚げ公演「マイルドにしぬ」（シアターテレビジョン、初回放送2008年3月4日。リピート放送あり。）
- 第2回公演「ジャージマン」（シアターテレビジョン、初回放送2009年4月1日。リピート放送あり。）

### DVD
- 第2回公演「ジャージマン」は、2009年10月21日発売。価格は3990円。2009年7月初旬に水野・楠野・演出家の福原充則で副音声の収録をした。
- 第3回公演「サボテニング」は、2010年6月4日発売（「アウェーインザライフ」の初日）。価格は3990円。
- 第4回公演「ネガヒーロー」
- 第5回公演「やわらかいパン」
- 第7回公演「珍渦虫」は、2017年5月発売。水野、ノゾエ征爾、福澤重文、宮下貴浩による副音声を収録。

### ラジオドラマ
- 「マイルドにしぬ前に」（2007年9月3日 - 9月6日、9月10日 - 9月13日　ニッポン放送「東貴博のヤンピース」内にて）共演：設楽統（バナナマン）

### 書籍
- 「プロペラ犬の育て方」（出版社は創英社、2008年11月27日発売、税込み1470円）

旗揚げ公演までの軌跡を綴った、水野と楠野による共同執筆。
本作では、プロペラ犬結成秘話・新人プロデューサーとしての水野と楠野の活動が詳細に記されている。
- 「ワン・プラス・ワン」（著者：森永博志、出版社はA-Works、2009年9月28日発売、税込み1470円）

音楽界や映画界など、各方面で活躍する「二人組」を追ったインタビュー集。演劇界の二人組として登場している。

### その他
- 快快（faifai）舞台「ジンジャーに乗って」のアフタートークに出演（2008年5月19日、王子小劇場）
- 筋肉少女帯のライブ「春のGod of Thunder ! Day 1」に飛び入り参加（2010年3月27日、LIQUIDROOM）
楠野はコサックダンスで登場。「アウェーインザライフ」のチケット直売も実施された。特典は、水野の大槻ケンジコスプレ写真。
- 「大槻ケンヂののほほん学校」に楠野がゲスト出演（2010年5月2日、新宿ロフトプラスワン）
- 「PLAY PARK2011 日本短編舞台フェス」にプロペラ犬（水野美紀）with河原雅彦として出演。演目は『マイルドにしぬ』の中の一遍「くさりもの」ということが、

ひみつ集会（vol.19、2011年2月10日）およびプロペラ犬のブログにて発表されている（2011年3月18日、Shibuya　O-EAST）

## ユニットの特徴・エピソード

### 特徴
- 座付き作家の楠野、女優の水野という二人だけのユニットであるということ。
二人は共同主宰という形を取っており[2]、出演者の交渉・スタッフ集め・劇場押さえなど、作品に関わる重要な制作面も自らの力で行っている[1]。勿論、票券管理や公演中の制作は、専門会社に協力を得ているものの、他には類を見ないほど、一から作品作りに携わっている。
- 旗揚げ公演「マイルドにしぬ」、第2回公演「ジャージマン」、第3回公演「サボテニング」これまでの全ての作品において、本格的な稽古に入るまでに、本読みやミニキャンプ的なことを行い、キャスト・スタッフとの連携を図ることが多い。これは、作家の楠野の台本がいち早く上がっていることにより、実現できるものであると言える。
- 公演の実施にあたり、美術・宣伝美術を担当する快快（faifai）の存在は大きいと言えよう。
水野・楠野に快快を引き合わせたのは、旗揚げ公演の客演：河原雅彦である。公演以外にも、上記項目にも記したひみつ集会（主にエクストラ）にて、パフォーマンスを行ったり、双方において良好な関係を築いている。

### エピソード
- 2009年5月17日、水野が客演していたナイロン100℃「神様とその他の変種」東京千秋楽カーテンコールにおいて、ケラリーノ・サンドロヴィッチに『プロペラ犬より水野美紀』と紹介された。水野自身、客演先の舞台にてプロペラ犬の舞台の宣伝を行ったことはあるが、宣伝とは全く別に、所属先としてプロペラ犬と紹介された珍しいケースである。
- 2010年3月20日から、楠野はTwitterを開始。「サボテニング」出演者の猫背椿の薦めによるものであることが、自身のブログに書かれている。また、「アウェーインザライフ」公式の「#awaylife」というタグも存在する。水野もまた、2010年4月15日からpick（ピック）というサイトで「アウェーインザライフ」関連のつぶやきを掲載するようになった。